# Margarete Müller
Pour les articles homonymes, voir Müller.
Margarete Müller, née le 18 février 1931 à Neustadt, arrondissement de Neustadt-en-Haute-Silésie (Allemagne) et morte à Ferdinandshof le 12 octobre 2024, est une femme politique est-allemande.
À partir de 1963, elle est membre du Comité central du Parti socialiste unifié d'Allemagne (SED) et à partir de 1971 du Conseil d'État de la République démocratique allemande (RDA). Elle quitte ses fonctions à la chute de la dictature.

## Biographie
Margarete Müller naît à Neustadt (Haute-Silésie, Allemagne), de nos jours Prudnik (Pologne). Elle est issue d'une famille ouvrière. Elle est contrainte de s'exiler dans le Mecklembourg après la Seconde Guerre mondiale et devient conductrice de tracteur. En 1951, elle rejoint le Parti socialiste unifié d'Allemagne (SED), parti communiste dirigeant de la République démocratique allemande (RDA). Elle étudie les sciences agricoles à Demmin et à l'université de Leningrad jusqu'en 1958. Elle travaille ensuite dans une ferme collective LPG près de Galenbeck.

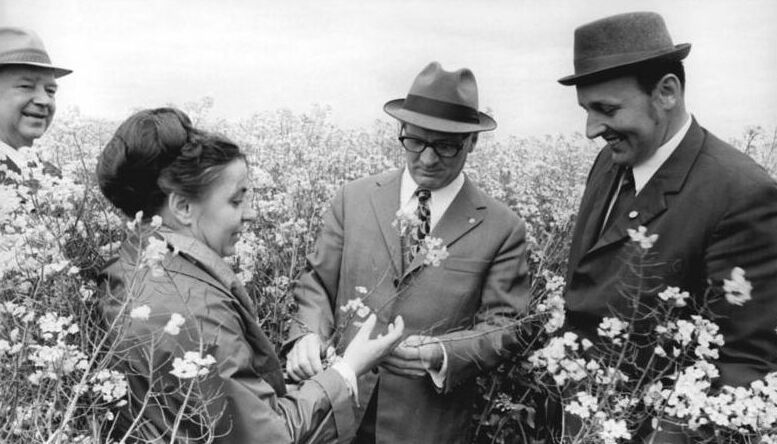
Margarete Müller avec Erich Honecker en 1972.

En janvier 1963, Margarete Müller rejoint le Comité central (ZK) du SED et est « candidate » (membre sans droit de vote) de son bureau politique ; elle est l'une des rares femmes à y siéger. Elle est également élue députée à la Chambre du peuple. En 1971, elle est nommée au Conseil d'État, organe dirigeant de la RDA. Elle y est responsable de l'agriculture et de la production alimentaire.
En 1989, lors de la Révolution pacifique, elle démissionne du ZK avec l'ensemble du bureau politique. Elle quitte son mandat de députée et le Conseil d'État en janvier 1990. Elle est aussi exclue du SED-PDS.

## Décorations
Margarete Müller a reçu plusieurs distinctions importantes :
- Ordre du Mérite patriotique en argent (1964)
- Bannière du Travail (1969)
- Ordre de Karl-Marx (1974)
- Ordre du Mérite patriotique en or (1981)
- Médaille Clara-Zetkin
- Médaille du Mérite
- Médaille Artur-Becker (de) en or